# Montepulciano Stazione
Montepulciano Stazione is een plaats (frazione) in de Italiaanse gemeente Montepulciano.